# Stefan Karaszewski
Stefan Karaszewski (ur. 14 kwietnia 1915 w Harbinie, w Mandżurii; zm. 5 września 1939) – żołnierz (plutonowy) 85 Pułku Strzelców Wileńskich stacjonującego w Nowej Wilejce pod Wilnem, uczestnik kampanii wrześniowej. Był mieszkańcem Tomaszowa Mazowieckiego.

## Życiorys
Jako żołnierz wchodzącego w skład Armii „Prusy” 85 pp na początku września 1939 znalazł się pod Piotrkowem Trybunalskim. Jego oddziałowi powierzono zadanie powstrzymania niemieckiego zagonu pancernego, zmierzającego szosą z Częstochowy w kierunku Warszawy. 5 września 1939, 10 kilometrów na północ od Piotrkowa Trybunalskiego, we wsi Kosów doszło do walki z niemiecką bronią pancerną, w wyniku czego Polacy zmuszeni zostali do odwrotu. Pomimo odniesionych ran Stefan Karaszewski pozostał na zajmowanym stanowisku, osłaniając ogniem odwrót swojego oddziału i podejmując samotną walkę ze zbliżającymi się czołgami wroga. Karaszewski okopał się na znajdującej się ok. 80 m na zachód od linii kolejowej łące (ponad 100 metrów od obecnej zabudowy wsi), podnoszącej się lekko w wybranym przez niego miejscu i dającej mu pewną przesłonę z kierunku zachodniego. Otaczający stanowisko teren wraz z przylegającą od północy drogą zostały przez Polaków zaminowane (według informacji S. Janczaka już po zakończeniu walki odkryto tu i rozbrojono ok. 600 min). Około godz. 14.30 od szosy Piotrków-Łódź nadciągnęła od zachodu kolumna ok. 60 czołgów niemieckich, wobec braku oporu poruszająca się tempem marszowym. Po wejściu czoła kolumny na miny, została ona zaatakowana przez Karaszewskiego. Według Romana Ciszewskiego w wyniku walki wyeliminowanych zostało 11 czołgów, w tym 3 zniszczone w bezpośrednim polu rażenia Karaszewskiego, a 2 kolejne bliżej wsi; 3 słabiej uszkodzone wozy odholowano po walce do dworu. Przynajmniej 6 zniszczonych czołgów w bliskim sąsiedztwie Kosowa stwierdził po walce 16-letni wówczas Mirosław Ciszewski (dalszy kuzyn Romana). Walka trwała około 2 godzin; zginęło w niej 11 żołnierzy Wehrmachtu, w tym 2 motocyklistów. Karaszewski, zauważywszy okrążających go od południa Niemców, popełnił samobójstwo (odbezpieczył ostatni granat, którego wybuch rozszarpał mu dolną część twarzy)
Karaszewski pochowany został pierwotnie przez mieszkańców Kosowa i Moszczenicy na polu walki, w miejscu w którym zginął, a więc obok przejazdu kolejowo-drogowego. Wkrótce potem zwłoki plutonowego przeniesiono na cmentarz w Moszczenicy. Pogrzeb ten miał charakter patriotycznej manifestacji, w której uczestniczyło około 1000 osób; honory zmarłemu oddali nawet przygodni niemieccy żołnierze. Trzeci pogrzeb odbył się jesienią 1939 na cmentarzu przy ul. Smutnej w Tomaszowie Mazowieckim.

## Upamiętnienie
Samotną walkę plut. Karaszewskiego upamiętnia głaz, ustawiony w Kosowie przy torach kolei warszawsko-wiedeńskiej. Stefan Karaszewski jest ponadto patronem powstałej w 1992 roku 86 Piotrkowskiej Drużyny Harcerskiej "Knieja".

## Odznaczenia
- Krzyż Komandorski Orderu Odrodzenia Polski – 2010, pośmiertnie[1]